# Cerkev sv. Danijela, Štanjel
Cerkev sv. Danijela se nahaja na južni strani najstarejšega kraškega naselja Štanjel. Prve omembe cerkve zasledimo že leta 1350, a njena takratna podoba ni dokumentirana.

## Zgodovina
Okoli leta 1450 je gradnjo cerkve financirala plemiška družina della Torre/Thurn, takratna lastnica štanjelske graščine. Od takrat se je ohranila tlorisna zasnova in pa gradbeni elementi, na katerih so še danes podpisi mojstrov. Po turških napadih leta 1481 je bila cerkev potrebna obnove. Na začetku 17. stoletja (1609) so cerkvi dozidali zvonik na zahodni strani, po katerem danes slovi, zaradi svojega visokega "limonastega" zaključka. V istem stoletju je za notranjščino poskrbela avstrijska plemiška družina Cobenzl.

### Konservatorski posegi
- 17. in 18. stoletje barokizacija.
- Po 2. svetovni vojni je bila obnovljena po načrtnih Maksa Fabianija.
- 1982 je bilo gotsko zavito stopnišče zamenjano za lesene enoramne stopnice.
- 2017 je župnija obnovila učilnico v nadstropju in zaradi strmega naklona obstoječih lesenih stopnic izvedla novo stopnišče z dvema pravokotnima ramama in vmesnim podestom

## Opis
Srednjeveška pravokotna enoladijska cerkev z dolgim petosminskim kornim zaključkom je z oltarnim delom obrnjena proti vzhodu. Fasada je enotna, celotno stavbo obkroža talni zidec, ki se ob glavnem in stranskem portalu zaključuje z motivom ajdovega zrna. Vsak kamen je označen s kamnoseškim znakom, ki nam pove, da so gradbeni mojstri prihajali iz škofjeloške delavnice, ki so v začetku 15. stoletju delovali na Primorskem.
Kor podpirajo stopnjevani gotski oporniki, med katerimi so bila visoka ozka gotska okna, ki so danes zazidana zaradi prenavljanj v 17. in 18. stoletju. Ena od največjih novosti takratnih obnov je zvonik, ki je bil dozidan 1609, na zahodni strani cerkve, tik ob glavnem gotskem portalu, ki je služil kot vhod.
V začetku 18. stoletja se začne barokizacija cerkve. Med obnavljanjem zunanjščine je prišlo do novih fasad, zazidali so gotska okna in dali nova baročna. Pri tem je prišlo do napak zaradi nepismenosti zidarjev in s slabo komunikacijo z delavnico. Na zahodni steni, tik nad glavnim portalom, je malo kamnito baročno okno, ki je narobe obrnjeno. Danes, ko ga gledamo, vidimo na njegovi spodnji stranici letnico 612, a če okno pravilno obrnemo, dobimo pravo letnico 1719.

### Notranjščina
V notranjosti od gotike ostaja le slavolok, ki je mejil ladijski del od kora in pa freske za stranskima oltarjema. Tri večje marmorne baročne oltarje tabernakeljska tipa pripisujemo delavnici iz Gorice, po vsej verjetnosti je izdelavo financirala družina Cobenzl. Glavni oltar je narejen iz različnih marmorjev in ima ob strani postavljene štiri figure svetnikov, katerih sta dva različna avtorja. Stranska oltarja sta nekoliko manjša, vendar enakega tipa, ki imata spodaj Marijin monogram. Levi stranski oltar je oltar Rožnovenske Matere božje, desni pa je posvečen Sv. trem kraljem. Baročne so tudi stropne poslikave v ladijskem delu in prezbiteriju.

### Zvonik
Zvonik je visok 28 m, večji del je prekrit z novim ometom, pod zvoniščem je nakazano nadstropje s sklenjenim vodoravnim pasom in s šivanimi robovi iz klesanega kamna. Na zahodni strani je ura, nad njo pa je zvonišče z ločnimi biforami, ki so zamejena s preprostim kamnitim zidcem. Na vogalih zgornjega zidca, pod limonasto kapo, je na vsakem vogalu majhen stebriček z napisom M: . MELICHAR . FABIANI . M J60(9); torej podpis avtorja in leto nastanka, pod letnico pa sta pomanjšani začetnici G. M., ki pa do danes ostajata skrivnost. O zvoniku govori tudi napis v nemščini na vogelniku (jugozahodni vogal cerkvene ladje), ki je vklesan v latinici (ne v gotici - zato je napis nenavaden) in se glasi: P. + E / DER • TVRN IST / J 6 09 VON NEVEN / ERHEBI / WORDEN. Pred zadnjo besedo tega napisa se inicialki P. F. ponovita v glagolici. Sam napis govori o svoji dataciji in verjetno posvetitvi, tj. Petru Fabianiju (podobni znaki so na pokopališču sv. Gregorja, kjer je pokopan).

### Nagrobne plošče
Spodaj pod zvonikom je tudi ena od treh nagrobnih plošč. Ta je vzidana na zahodni steni zvonika, v latinščini zapisano da gre za ploščo grobnice rodbine Cobenzl (datirana 1603). Druga plošča je vzidana v nekdanjem gotskem stranskem portalu, na južni strani ladje. Gre za grbovni epitaf enega članov rodbine Posarelli. Napis je zelo težko berljiv, vendar strokovnjaki menijo da zapisuje naročnika “FE(rdina)ND” Posarelli z Weinberga, ki je umrl 1651. Pri tretji nagrobni plošči je grobovni epitaf položen v notranjščino, takoj ob vhodu (ni izvirno mesto), relief izklesan grb, napisno polje in napis v profiliranem okvirju, a je kvaliteta zelo slaba.  Nekaj besed je mogoče razbrati, a le toliko, da lahko ploščo datiramo v drugo polovico 16. stoletja ali v zgodnje 17. stoletje. Identifikacija grba nam prav tako povzroča težave, saj prepoznavni motivi, ki so: diagonalni bruno s tremi zvezdami in diagonalno postavljenima ptičema bi lahko nagrobnik pripadal trem različnim rodbinam Vermatti von Vermersfled, Kovačič/Kouatschitsch ali Tavčar/Tautscher.